# Áreas protegidas de Arabia Saudita

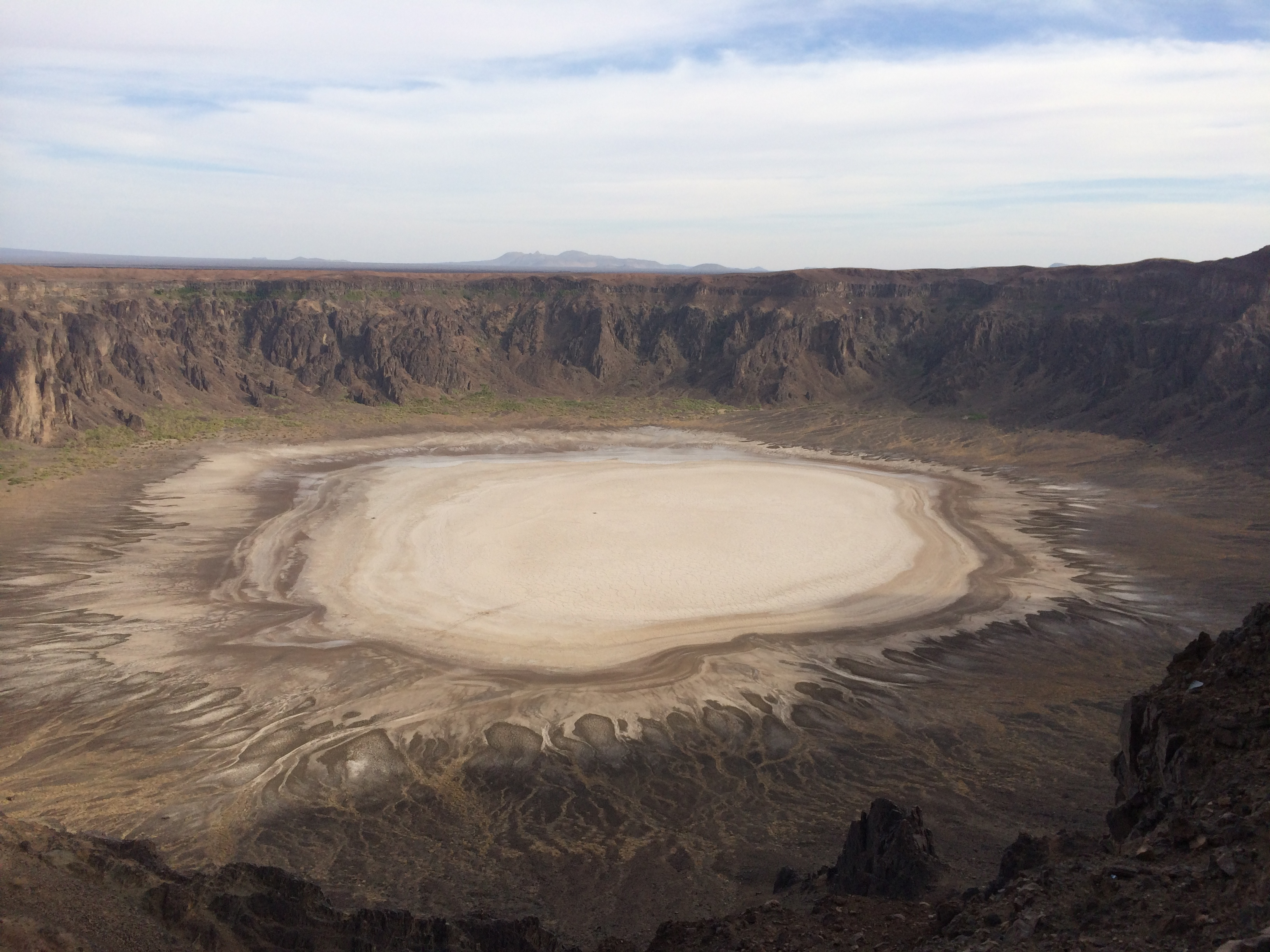
El cráter de Al Wahbah a 250 km de Taif, en el borde occidental de la meseta basáltica de Harra. Tiene 250 m de profundidad y 2 km de diámetro.

En Arabia Saudita había, en 2024, según la IUCN, 79 áreas protegidas con una superficie total de unos 356.729 km², el 18,53% % de los cerca de 2 millones de km² que tiene el territorio, y unos 7956 km² de áreas marinas, el 3,55 % de los 224.039 km² de superficie marina que le pertenece. Este conjunto comprende 6 parques nacionales, 1 reserva biológica, 2 áreas protegidas Hima/BR, 2 áreas protegidas Hima/RUR (una hima es un sistema de tenencia pastoril tradicional), 2 santuarios inviolables, 1 geoparque, 5 reservas naturales, 20 áreas protegidas, 9 reservas, 9 reservas de uso restringido, 8 reservas reales, 8 reservas naturales especiales, y 1 parque natural. A esto se añade 1 reserva de la biosfera de la Unesco y 1 sitio patrimonio de la humanidad.
La fauna incluye lobos, hienas, zorros, tejones, mangostas, puercoespines, babuinos, erizos, liebres, roedores y gerbos. Hasta la década de 1950 había numerosos animales grandes como gacelas, oryx (reintroducido), leopardos y cabras montesas, pero la introducción de vehículos motorizados para su caza los ha llevado casi hasta su extinción. Las aves incluyen halcones (capturados y entrenados para la caza), águilas, gavilanes, buitres, búhos, cuervos, flamencos, garzas, pelícanos, palomas, codornices, gangas y bulbules. Los animales domésticos incluyen camellos, ovejas del tipo fat-tailed, cabras, salukis, burros y pollos.

## Parques nacionales

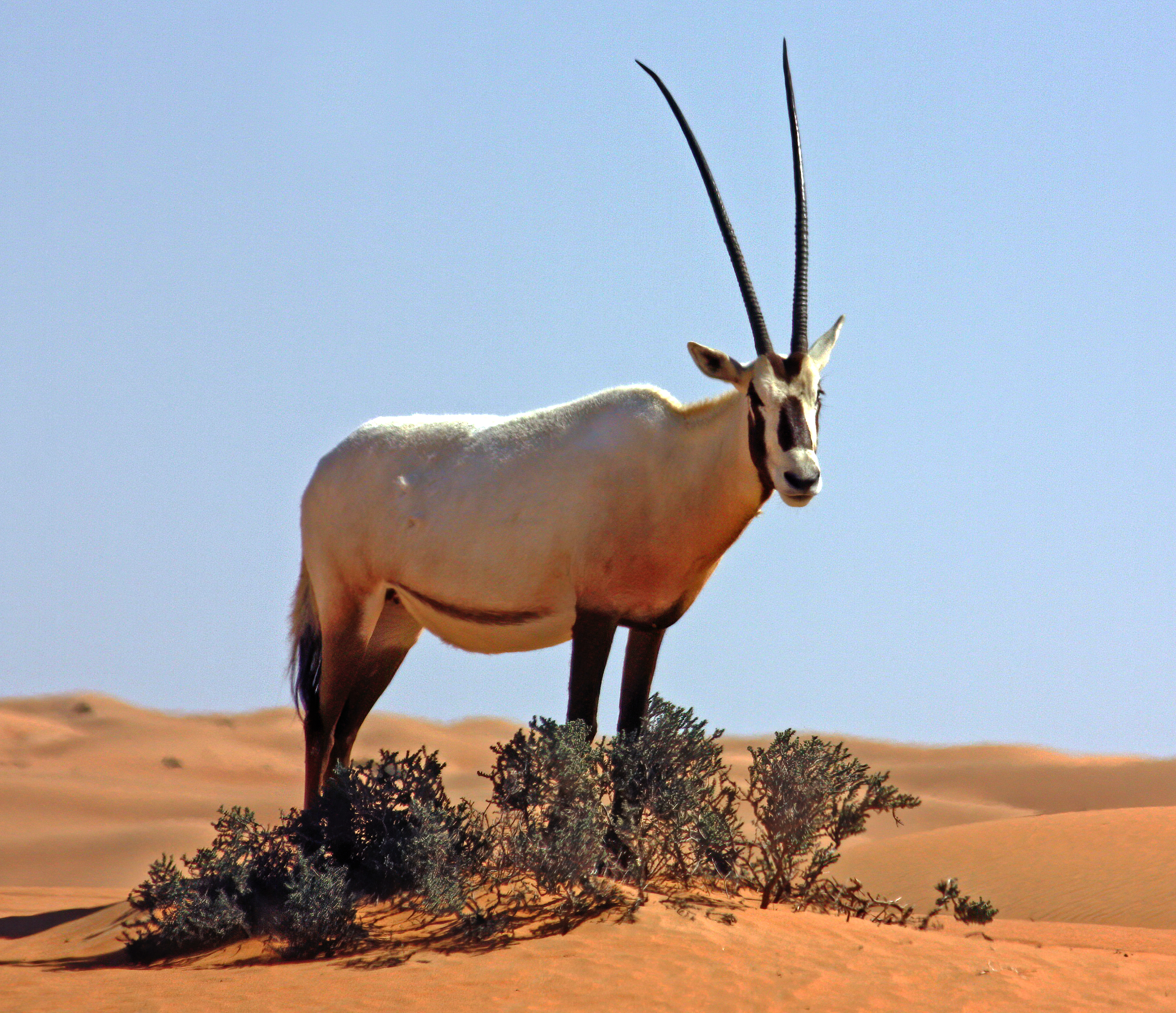
Órice u órix de Arabia

- Parque nacional Al-Ghat, 58,67 km². 200 km al noroeste de Riad. La ciudad de Al-Ghat es un oasis en las laderas del monte Twake, a unos 800 m de altitud. Según la SPA (Agencia de Prensa Árabe), tiene 34,5 km2, a 15 km de la gobernación de Al Ghat, su suelo arcilloso favorece el crecimiento de especies como Acacia, Artemisia, Ziziphus, Prosopis, Phoenix dactylifera, Salsola y Lycium shawii.  En marzo de 2024 recibe la Green Flag Award, siendo el primer parque de Oriente Medio que recibe esta bandera verde que certifica la protección debida a los proyectos en marcha, como una reserva para ciervos, terrazas para recoger el agua, un museo, viveros, reforestación con agua de lluvia, un mirador, etc.[7]
- Parque nacional Hima Huraymila, 147 km². En la provincia de Riad, a una altitud de 954 m de promedio.[8]
- Parque nacional de Asir, 6.491 km² ampliado. Incorpora desde la montaña de Jabal Sawda, cubierta de niebla en invierno, hasta la costa del mar Rojo, incluyendo una parte de la llanura costera de Tihama y áreas marinas. Veranos suaves por la altitud, bosques de enebros. Se creó en 1981. En las zonas más altas, caen hasta 250 mm de lluvia. En la costa, la vegetación es dispersa, en las montañas, hay distintos tipos de acacias. Por encima de 1600 m, hay Juniperus procera, con Acacia origena, Olea europaea, Nuxia oppositifolia, Maesa lanceolata y Teclea nobilis.[9][10]
- Parque nacional Hima Al-Ghada, 1011 km2. Solo consta como parque nacional en Protected planet, sin fecha de designación. Se declaró área protegida terrestre en 2018 como zona recreativa. Una hima es una zona perteneciente a una comunidad que se usa de forma restringida para el pastoreo o la recogida de plantas con el objetivo de conservar el ecosistema.[11] La hima Al-Ghada es gestionada por el pueblo de Unaizah, en la provincia de Casim, al este de la península arábiga para conservar los matorrales de saxául blanco, que crece sobre las dunas y ayuda a estabilizarlas. El gobierno del distrito cooperó con las comunidades locales para gestionar y proteger el área. De sus mil cien kilómetros cuadrados, 806 km2 son dunas, 100 km2 son llanuras aluviales y 127 km2 son salares costeros, incluyendo el salar de Matti[12] o Sabkha Matti, un lago seco entre Arabia Saudita y los Emiratos Árabes. Hay órix y gacelas de arena, hubaras y tórtola europea.[13]
- Parque nacional de Al-Ahsa, 47.08 km2. El oasis de Al-Ahsa, en el este del país, frente al Golfo Pérsico, al norte de la provincia de Abqaiq y al este del desierto de Ad-Dahna, forma parte del Patrimonio cultural de la humanidad de la Unesco, junto con otros siete lugares de Arabia.[14] Está formado por jardines, canales, fuentes, manantiales y lagos de drenaje, así como edificios históricos, zonas urbanas y sitios arqueológicos. Muestra signos de asentamientos humanos desde el Neolítico, con restos de fortalezas, mezquitas, fuentes, canales y otros sistemas de regadío. Posee además 2,5 millones de palmeras, siendo el mayor oasis del mundo.[15]
- Parque nacional de Al-Taif, 32,71 km2. En la provincia de La Meca, en la gobernación de Taif, al nordeste de la ciudad de Taif, por una zona ondulada y desértica en la que se encuentra una vegetación de cipreses, olivos, granados, azufaifos y almendros, con algunos jardines y fuentes.[16] Se llama también Parque nacional de Saysed. Posee una pequeña presa construida en el siglo XVII y la reconstrucción de la aldea de Al-Shu´la.[17]

## Reservas de la biosfera

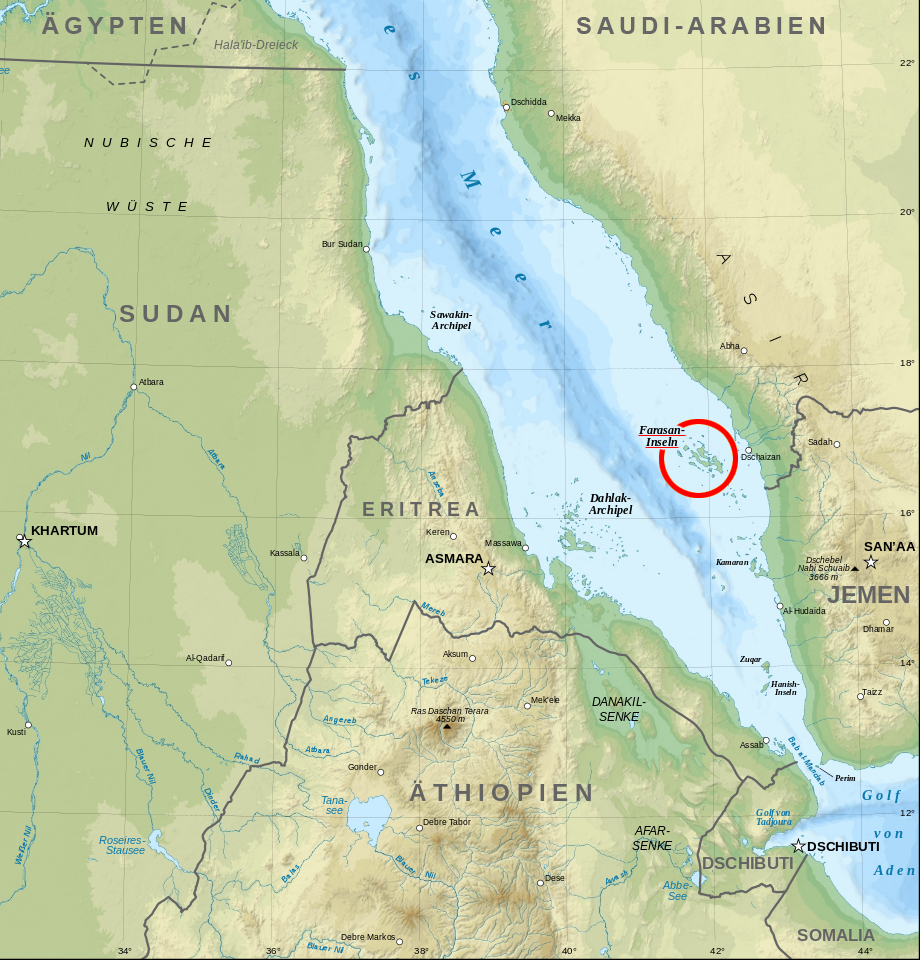
Islas Farasan

- Juzur Farasan o islas Farasán, 5798 km2. Desde 2021 en la provincia de Jizán. Un grupo de islas en el mar Rojo en el extremo sudoeste de Arabia Saudí cerca de la frontera con Yemen. Incluyen arrecifes de coral, manglares rojos y negros, pastos marinos, marismas y arrecifes macroalgares. En las islas hay una amplia población de gacelas arábigas y crían el pelícano rosado, el halcón pizarroso, la gaviota ojiblanca, el águila pescadora, el dromas, el charrán bengalí, el charrán arábigo y la tiñosa común. En el mar hay delfines, ballenas, dugongos, tortugas verdes, tortugas carey y mantas raya. En las islas, viven más de diez mil personas.[18]

## Patrimonio de la humanidad
- Uruq Bani Ma'arid, 12.765 km2. En la parte occidental de la mayor extensión de dunas del planeta, conocida como desierto de Rub al-Jali, al sur de Arabia Saudí, con un amplio rango de ecosistemas, ya que posee una meseta caliza diseccionado por uadis. En la meseta apenas hay vegetación, pero en los escarpes de los uadis crecen acacias, algunas hierbas y diversas leguminosas perennes. Sobre las dunas crecen algunas hierbas como Calligonum crinitum ssp. arabicum, y en los corredores entre las dunas alineadas se encuentran Haloxylon persicum, Moringa peregrina y Commiphora myrrha, aunque enanas. Es conocido por la reintrodución de especies del desierto, como el órix u órice de Arabia, y la gacela de arena árabe o reem. También hay zorro de Rüppell, gato de las arenas, liebre de El Cabo, erizo del desierto, gerbo de Cheesman, etc. La zona es utilizada por los pastores beduinos.[19]

## Himas
Hima es una palabra árabe que significa área protegida y se refiere a un área considerada sagrada o reservada para propósitos concretos, que pueden ser la protección de la naturaleza o de algún recurso natural relacionado con las actividades pastoriles de la zona. Hay más de 3000 himas en Arabia Saudita. Casi cada población en el sudoeste montañoso del país está asociado a una hima, aunque hay otras en el norte y centro. Pueden tener de 1 a 10 km2. Muchas funcionan como reservas de pastos que impiden la sobreexplotación a causa de los pastores nómadas. En su interior, el pastoreo está prohibido, salvo en años de sequía cuando se corta el pasto para alimentar el ganado o después de que hayan florecido y granado las plantas, y en las que se crían abejas, después de la floración. También está prohibida la tala de árboles, entre ellos Juniperus procera, acacias y saxaúl blanco, salvo excepciones o con determinadas ramas. En su día se propusideron siete himas para ser reconocidas globalmente. Al final, la IUCN reconoció cuatro.
- Hima Thumalah, 7,46 km2
- Hima Bani Sar, 3,38 km2
- Hima Quraysh, 15 km2, al oeste de At-Taif, en la región de La Meca. está cubierta de una densa vegetación de arbustos formada por acacias, acebuches y enebros dispersos. Está gestionada por cuatro jeques locales. Ningún animal doméstico puede pastorear, a excepción de los usados para labrar los campos de pequeñas superficies. Se usa asimismo para producir miel y el esparcimiento. Es zona de interés para las aves.[21]
- Jabal Ral, 69,1 km2. En una montaña de granito situada al sudoeste de Al-Wajh en la región de Tabuk, es una reserva de íbices gestionada por la tribu de los bili desde hace 200 años, prohibiendo la entrada de ganado. Hay una barrera a la entrada del valle que protege la vegetación, mucho más abundante que en las zonas adyacentes.

- Hima Al-Ghada. Descrita más arriba como parque nacional.

Existe un Área cultural de Hima o Bir Hima, en el sur del país que es un sitio arqueológico en la provincia de Najrán, en la gobernación de Thar. Desde 2021 es patrimonio cultural de la humanidad por sus petroglifos que abarcan al menos 7000 años.

## Reservas naturales y refugios bioclimáticos

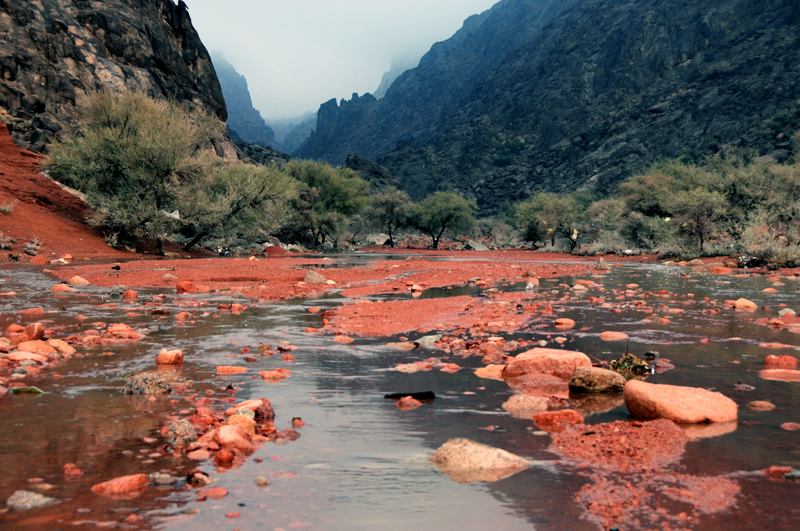
Jabal Aja al norte de la provincia de Hail.

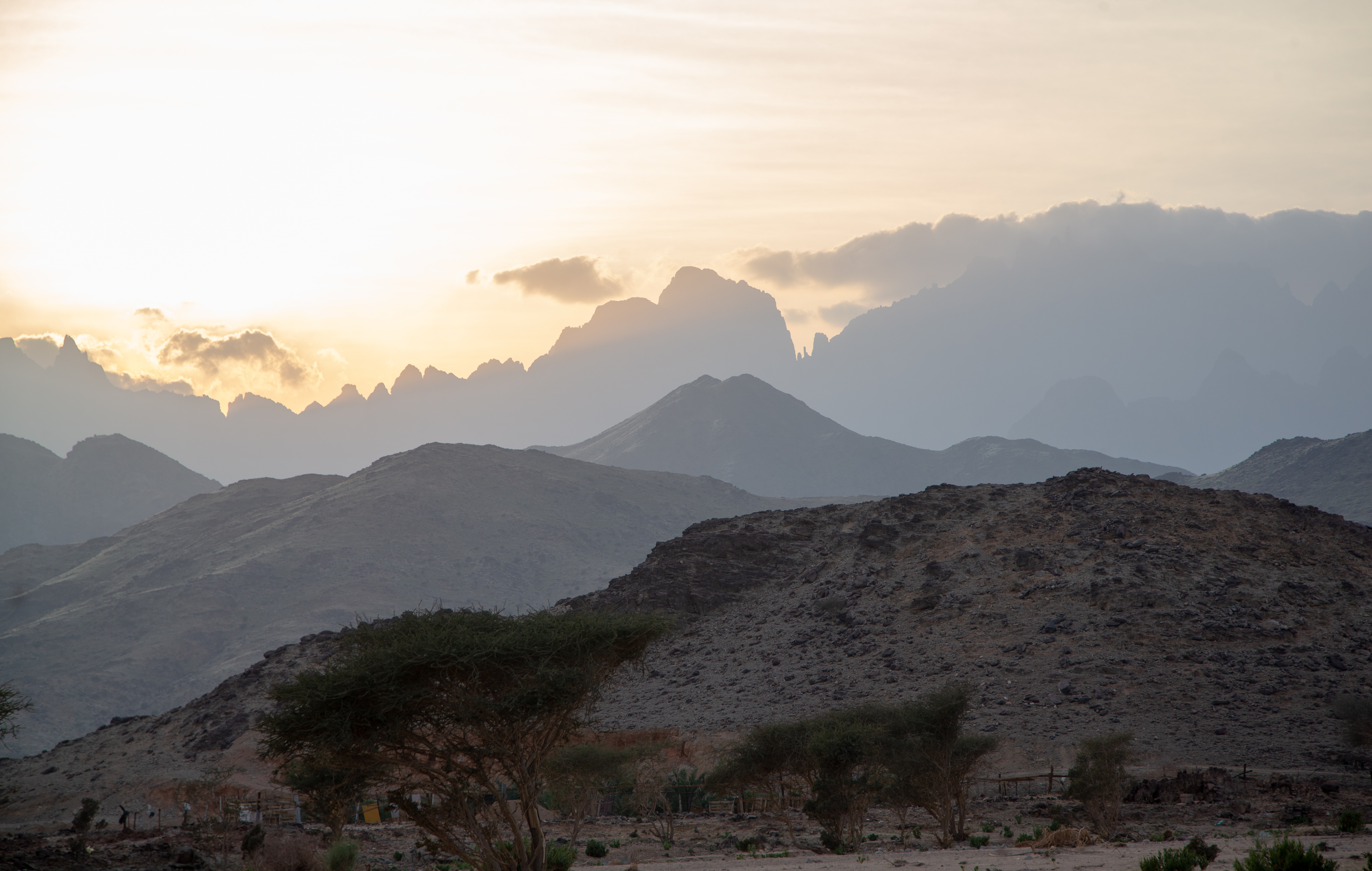
Jabal Radwa

- Reserva natural de Jabal Aja, 2203 km2. Declarada por la Unesco como Refugio bioclimático de Arabia Occidental, es un macizo de granito rosado de 100 km de largo por unos 35 km de anchura en el norte de Arabia Saudí, en la provincia de Hail (27°25'36" N-41°25'12" E). Está formado por domos y pináculos con una altitud de entre 900 y 1550 m. Puede llegar a recibir más de 100 mm de lluvia anuales, lo que permite la existencia de varios manantiales efímeros y la dota de una gran biodiversidad. Es refugio pleistocénico de bosques de Acacia gerrardii y plantas relictas de origen irano-turco y mediterráneo. Posee especies endémicas del lugar, como Trisetaria chaudharyana y Erysimum hedgeanum y numerosas de Arabia.[23] Junto con una parte de la provincia forma parte del área de interés para las aves (IBA) de Jabel Aja y el norte de Hail, con una superficie de 15.597 km2. El sitio, al norte de la frontera con el desierto de An-Nafud, incluye un área para la supervivencia de la migrante grulla damisela, una zona de semidesierto con colinas de dunas, montañas y profundos valles.[24]
- Reserva natural de Jabal Batharah/Uadi Turabah, 316,6 km2. El monte Batharah, en la provincia de Makkah, en los montes Sarawat (20°27'36" N-20°27'36" N) es un domo de granito gris de 2604 m rodeado de otros picos que albergan prados de montaña, brezales arbóreos y bosques de enebro africano, acebuches, Acacia origena, Pistacia falcata y Rhus retinorrhoea. En el lado oriental de la montaña se encuentra el uadi Turabah, de aguas permanentes, que fluye más de 20 km a través de varios valles de rocas metamórficas. Posee tres especies endémicas de peces y anuros relictos. Es zona importante para las plantas y las aves con el nombre de Uadi Turabah y Jabal Ibrahim (otro nombre del Batharah), con una extensión de 420 km2. La montaña se alza mil metros sobre el entorno y posee varios arroyos que alimentan el uadi Turabah, con abundantes Ficus y Ziziphus en las riberas. Entre las aves, el avemartillo, el águila cafre, el alción cabeciblanco, el roquero chico, el mosquitero oscuro y el escribano canelo. Anidan una veintena de cigüeñas negras. El hamadríade o papión real es endémico.[25] Refugio bioclimático de Arabia Occidental de la Unesco.
- Reserva natural de Makhshush, 267,6 km2, en Tihama, la llanura costera, cálida y húmeda, del mar Rojo.
- Reserva natural de Jabal Radwa, 1673 km2. El monte Radwa es un macizo de granito rojo en el área de Medina, al oeste del país (24°34'48" N-38°12'12" E). Es un grupo de cumbres de 120 km2 y unos 27 km de longitud que alcanza los 2282 m de altitud. En los valles hay dragos, aloes y plantas de origen mediterráneo. Hay íbis de Nubia, gacelas y posiblemente leopardo árabe. Refugio bioclimático de Arabia Occidental de la Unesco.
- Reserva natural del Uadi Lajb/Jabal al-Qahar, 720 km2. Refugio bioclimático de Arabia Occidental de la Unesco. El monte Al-Qahar es una meseta cuyo nombre significa 'montaña de frustración', en una zona remota en las montañas Asir, al sudoeste del país, con numerosas historias de djins.[26] Es un macizo de arenisca con lluvias orográficas en primavera y finales de verano, con frecuentes nieblas que mantienen dragos, aloes y enebros, cortado por los profundos cañones del uadi Lajb, con bosques y un río permanente con peces endémicos. Al sudeste, Al-Jabal al-Aswad, una montaña piramidal de piedra verde metamórfica de 2497 m de altitud con bosques nubosos de enebro, y al sudoeste, un plutón más bajo de granito con un bosque de palmeras. Es también IBA con el nombre de Jabal Qaha-Lajib gorge, y 210 km2, conocido por la presencia de una importante población de urraca árabe.[27]

Otros refugios bioclimáticos de Arabia Occidental de la Unesco son los montes Jabal ad-Dubbagh/Jabal al-Lawz (28°7'48"N-35°35'54"E), el monte Jabal Shada (19°48'12"N-41°20'12"E) y Jibal Qaraqir/Uadi al-Disah (27°40'12"N-36°29'30"E), en total siete montes y uadis consistentes en crestas montañosas y humedales que contienen especies vegetales y animales que son relictos de otro tiempo en la parte occidental de Arabia Saudita.

## Áreas protegidas

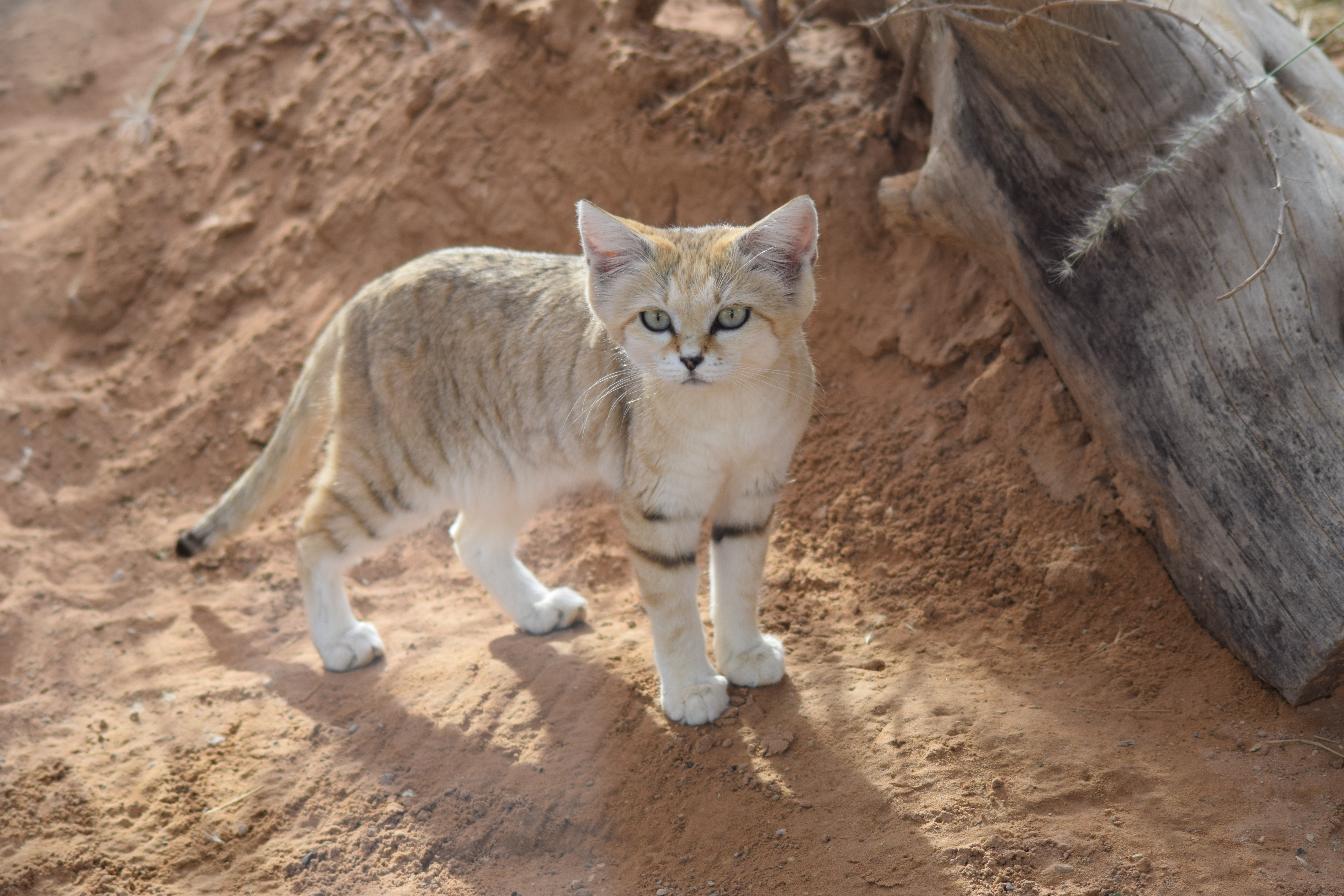
Gato de las arenas

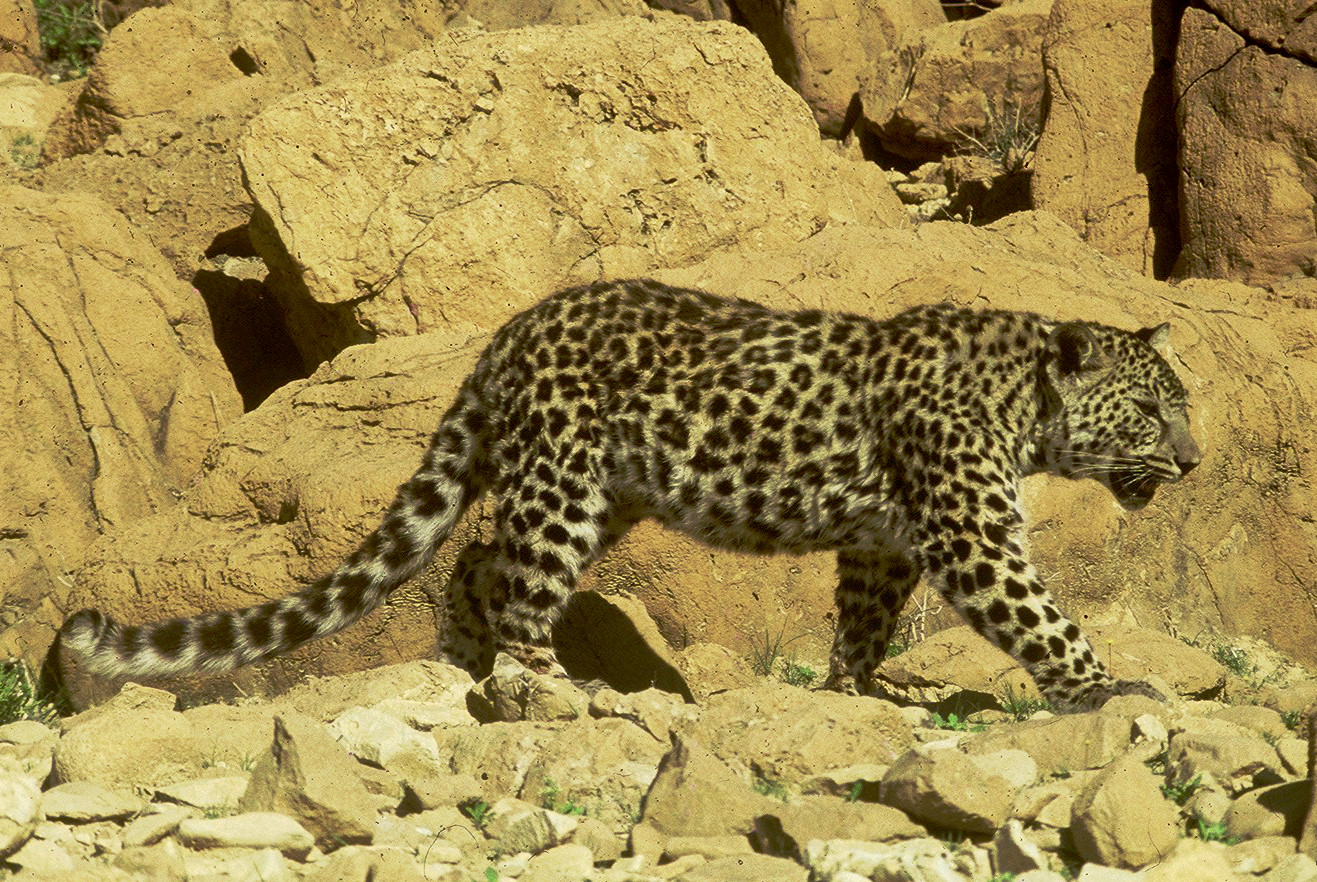
Leopardo de Arabia

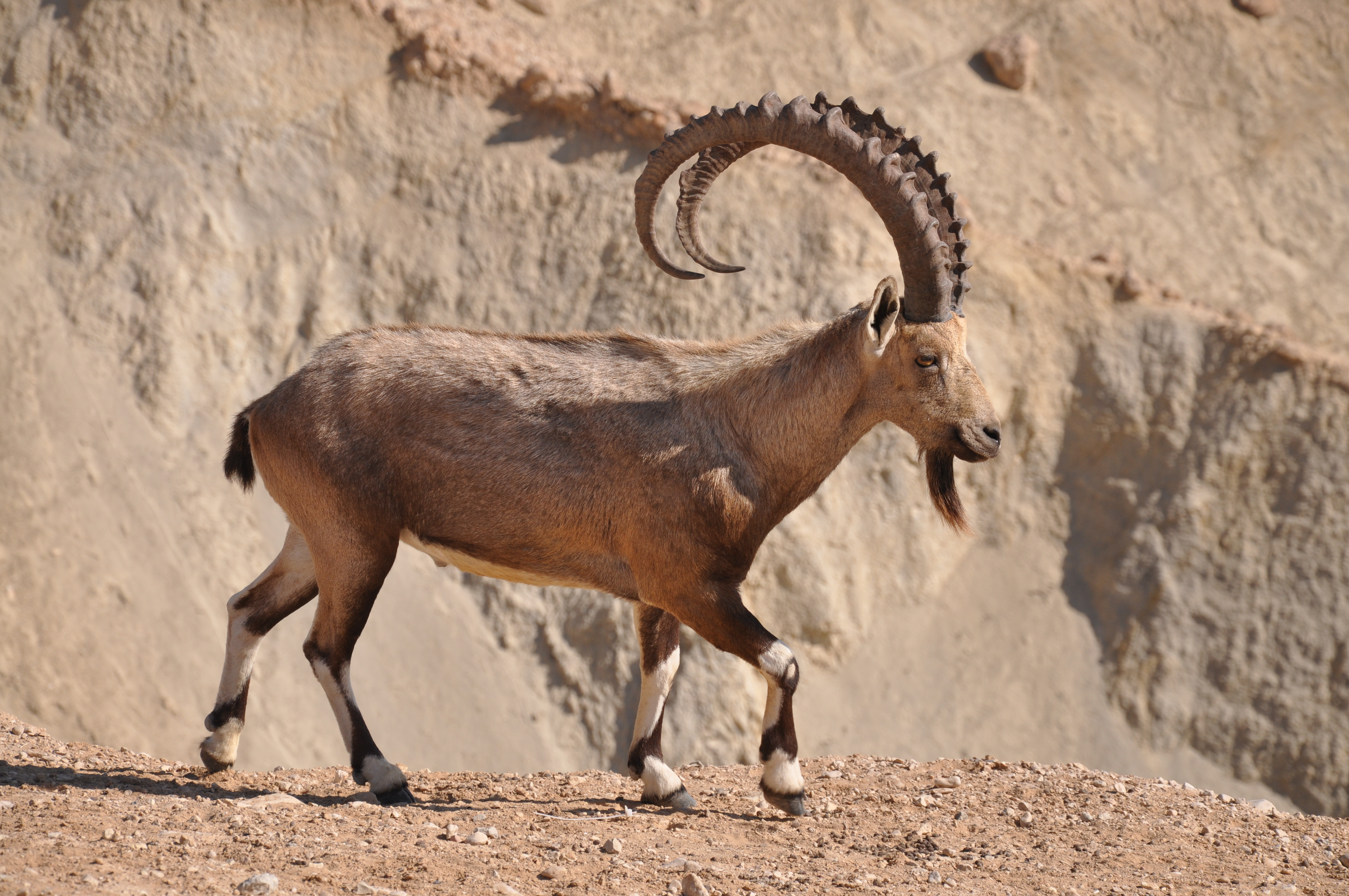
Íbice nubio

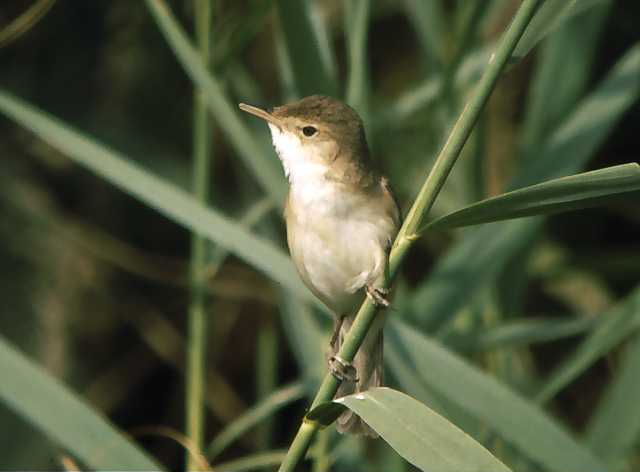
Carcinero común, presente en la Sabkhat al-Fasl

- Área protegida de Harrat ‘Uwayrid, 4742 km2. Es la mayor reserva natural de la gobernación de Al-Ula, en el noroeste del país. Posee 19 especies amenazadas y 43 especies de aves, incluidas 8 de presa, así como 55 especies raras de plantas.[29]
- Reserva natural de Nafud al-‘Urayq, 2037 km2, al sudoeste de la gobernación de Buraidá. Es la única de la provincia de Qassim. Llanuras arenosas y algunas montañas graníticas y basálticas.
- Reserva de Jabal Shada al-A‘la, 76 km2. Es la única reserva de la provincia de Al Bahah. Creada en 2021, es una extensión de los montes Sarawat por el oeste, de forma paralela. La montaña alcanza los 2200 m, con rocas basálticas en las alturas. Hay enebros y acebuches, pero lo más importante es que hay leopardo de Arabia, así como hiena rayada, lobo árabe, zorros y caracales.
- Reserva natural de Raydah, 10 km2. Al sudoeste del país, en los montes Sarawat. Es la única reserva de la provincia de Asir. A 20 km al noroeste de la ciudad de Abha. Se crea en 1989 para proteger la vida salvaje y la densa vegetación, con bosques de enebros sobre los acantilados, seguidos por acebuches y acacias por debajo, en un entorno de rocas volcánicas.[30]
- Reserva del humedal de Al-Ha‘ir, 29,75 km2, al sur de Riad. El entorno del pequeño embalse de Al-Hair, que recibe las aguas del uadi Hanifah, donde pueden verse distintas aves de interés, como garzas, águilas, halcones, buitres, varios tipos de patos, paseriformes y aves acuáticas.[31]
- Reserva de Majami‘ al-Hadb, 1190 km2. También Majaama Al-Hadaab, en algunos sitios con 2256 km2. A unos 80 km al nordeste de Riad, en la provincia de la Meca, en el centro de Arabia Saudí. Según otras fuentes, tiene de 2250 hasta 3400 km2, debido a que tiene dos niveles, uno de reintroducción de especies y otro de preservación de las zonas adyacentes. Posee llanuras desérticas arenosas y domos de granito oscuro (o montañas volcánicas). Se han observado unas 48 especies de plantas, entre ellas, la acacia de copa plana, tamariscos, azufaifos, Maerua crassifolia y marangos. Hay lobo árabe, zorro de Ruppell, liebre, damán roquero, caracal y mangosta.[32]

- Santuario marino de la naturaleza de Jubail, 2410 km2, en el Golfo Pérsico. La parte saudí es el santuario norte, por encima de la ciudad de Jubail, el sur de la isla de Abu Ali y el norte de Ras al-Zour. Al sur se encuentra el Parque de manglares de Jubail, que pertenece a los Emiratos Árabes Unidos, en torno a Abu Dabi.[33] La parte sadudñi fue la primera área marina protegida en el Golfo Pérsico, consistente en dos grandes sistemas de bahías costeras y cinco islas de coral con más de 400 km de costa. La zona terrestre está formada por afloramientos rocosos, arena, dunas y salares. La zona intermareal posee playas de arena, rocas, marismas y manglares. El área del santuario contiene todos los ecosistemas: pastos marinos, lechos de coral, macroalgas, los manglares más septentrionales y las zonas de crianza de aves más importantes del Golfo, además de tortugas marinas. Después de la guerra del Golfo hubo que hacer un gran esfuerzo de recuperación por los vertidos de petróleo.[34] Hay zorros rojos y chacales, así como flamencos, y en noviembre de 2024 se vieron ballenas en el santuario.[35]

- Reserva de Ibex, 1840 km2. En el sur de la gobernación de al-Hariq, a 180 km de Riad. Es una de las tres reservas de la provincia de Riad. Se trata una escarpada meseta en los acantilados de Tuwaiq, que abarca varios valles, quebradas y zonas de dunas. Los bordes occidentales alcanzan los 1097 m. Se crea para proteger a los íbices nubios, que conviven con el damán roquero, zorros y diversos roedores y aves, entre las que destaca la perdiz desértica. Entre las plantas, acacia de copa plana, Acacia ehrenbergiana, Ziziphus spina-christi o espina santa y Haloxylon persicum.[36]

- Reserva natural de Saja/Umm ar-Rimth, 6528 km2. En el centro de Arabia, al sur de Afif, en la provincia de Riad, al noroeste de la reserva de Mahazat as-Sayd. Es una de las cuatro reservas de la provincia de la Meca. Colinas, y llanuras arenosas, abiertas a valles dominados por poáceas del género Panicum, acacias productoras de goma arábiga, melón amargo, coloquíntida, y alhama. En sus amplias extensiones hay hubaras.[37] Es la segunda mayor reserva de Arabia.

- Uruq Bani Ma'arid, 12684 km2, al sur. Ya registrada más arriba como patrimonio de la humanidad.

- Área de conservación de la costa de Yanbu, 9,39 km2, en el mar Rojo. 6 Km2 son área marina.[38]

- Jabal al-Kawr, 200 km2. Hay un macizo calcáreo de 2700 m con el nombre jebel al-Kawr en Omán. Con el mismo nombre, hay una montaña en el centro-sudoeste de Arabia.

- Lagunas de la Sabkhat al-Fasl, 5 km2. Una sabkha en árabe, que suele transcribirse como sebja en castellano, de otras lenguas árabes donde se transcribe como sebkha en inglés, es una llanura salina o con sal incrustada que padece de inundaciones periódicas causadas por las mareas, que luego se evaporan dejando la sal. Suelen ser zonas donde anidan las aves, de ahí que la salina de Al Fasl sea área de importancia para las aves. Estas lagunas de evaporación al sudoeste de la ciudad industrial de Jubail, en el Golfo Pérsico, consisten en una gran salina dividida por muretes de arena y alimentada por aguas residuales que favorecen una rica biomasa. Apenas tiene de cero a 30 cm de profundidad influenciada por los vientos que rigen las mareas. Cuando llueve, entre octubre y mayo, la superficie se eleva hasta los 25 km2, y se seca a finales de junio, pero a veces permanecen con agua de 100 a 150 ha. Hay tres diques de hormigón en el conjunto. Las zonas protegidas tienen matorrales de Phragmites y Tamarix. Entre las aves, el flamenco rojo (unos 1200 sin anidar) y el carnicero común. Hay más de 5000 ánades de unas seis especies. Entre las aves de paso, el correlimos tridáctilo, el archibebe fino y el halcón peregrino.[39]

- Hafr al-Batin, 4254 km2
- Sharaan, 1542 km2

- Islas de Umm al-Qamari, 4 km2, en el mar Rojo. Al sudoeste de la ciudad de Al-Qanfat. Consiste en dos islas llanas y coralinas, Umm Al-Qamari Al-Barani y Umm Al-Qamari Al-Fawqaniyah, de 12 y 2,7 ha. Llueve poco e irregularmente, pero su frecuencia permite un matorral de 3 m de altura de Salvadora y Suaeda, así como grupos abiertos de Cyperus, Atriplex y Zygophyllum. El nombre viene de la cantidad de aves que aquí se llaman Umm al-Qumari, la tórtola rosigrís, especialmente en época de migración. Las islas están formadas por caliza con una altura media de 3 metros sobre el mar y playas de arena.[40] También es zona de importancia para las aves.[41]

- Reserva de Tuwaiq, 3300 km2, al noroeste de Riad desde la ciudad.
- Al-Gharameel, 2141 km2
- Harrat al-Zabin, 1698 km2
- Área protegida de Mahazat as-Sayd, 2200 km2, en la provincia de Makkah. Literalmente, el nombre significa 'cazadero de caza'. En 2018 se convierte en la Reserva real del Imam Saud Bin Abdulaziz.

## Santuarios inviolables
- El santuario de Medina (Haram de Al-Madinah), 217,83 km2
- La Gran Mezquita de La Meca (The Haram of Makkah), 576,45 km2

## Reservas reales

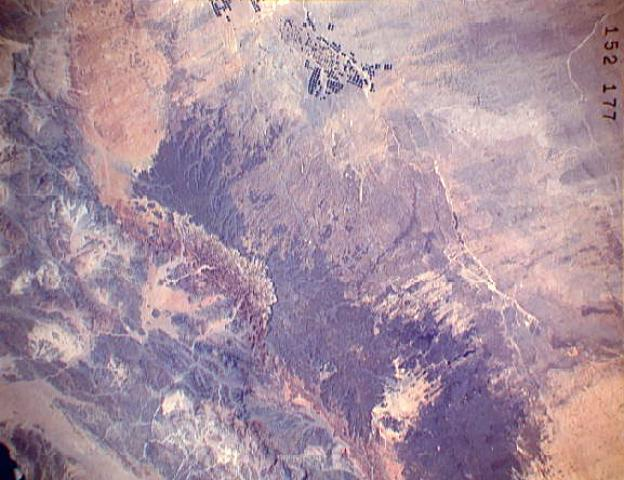
La región de Harrat Ash Shamah vista desde el espacio, cuya parte de Arabia Saudí forma parte de la Reserva del rey Salman Bin Abdalaziz.

- Reserva real del rey Abdulaziz, 28.340 km2. Incluye Rawdat Al Tanhat, Al Khafs, Rawdat Noura, desierto de Al Dahna, parte de la meseta de Al Suman y zonas adyacentes. Desde 2018. Basta con un permiso electrónico para colocar colmenas en la reserva si se es apicultor.[42]
- Reserva real del Imam Saud bin Abdulaziz, 2240 km2. Al norte de la gobernación de Makkah, en la provincia de la Meca. En 2018 el área protegida de  Mahazat as-Sayd se convierte en la reserva real. Es la segunda mayor área vallada del mundo, una llanura ondulada a 900-1100 m de altitud con una alambrada de 220 km de longitud de 2 m del altura y siete puertas. En el centro del país, este aislamiento ha producido una espectacular recuperación de la vegetación, con Acacia tortilis, Indigofera y Salsola como especies arbóreas dominantes, y densos herbazales (Panicum, por ejemplo),  que han permitido la reintroducción del órix y la gacela de arena árabe, la avutarda hubara y el avestruz de cuello rojo. También hay zorros de Ruppell, gatos de arena, gatos salvajes y rateles o tejones de la miel.[43] También es una zona de importancia para las aves, con abundancia de aláudidos, entre ellos la alondra de Dunn. También se encuentra el buitre orejudo.[44]

- Reserva natural real del rey Salman Bin Abdalaziz, 129.576 km2. Incluye por el norte una parte del área protegida que abarca cuatro países conocida como Harrat al-Harra o Harrat Ash Shamah, o coloquialmente Desierto negro, ya que el harrat en árabe es una extensión desértica volcánica, en este caso un campo de lava basáltico, de color oscuro, que cubre un área de 40.000 km2 entre el sur de Siria, Jordania, Israel y el norte de Arabia, donde se conoce como Al Harrah. Con este nombre, Harrat al Harrah, fue la primera reserva del reino en 1987 con un área de 13.775 km2, que luego se incorporó a la reserva real, al este del uadi as-Sirhan. La planicie volcánica se encuentra entre 800 y 1150 m de altitud. Entre los árboles, hay Tamarix Aucheriana, Lycium shawii y Calligonum comosum. Entre los animales, liebre del Cabo, lobo árabe, gacela árabe, zorro rojo y de Rüppell, hiena rayada, gerbos y varias especies de reptiles. Entre las aves, hay avutarda hubara, águila reasl y al menos 9 especies de aláudidos.[45]

- Imam Abdulaziz bin Mohammed, 11.300 km2
- Rey Khalid, 1162 km2
- Imam Turki bin Abdullah, 91.507 km2
- Príncipe Mohammed bin Salman, 24.485 km2
- Imam Faisal bin Turki, 30.152 km2

## Reservas

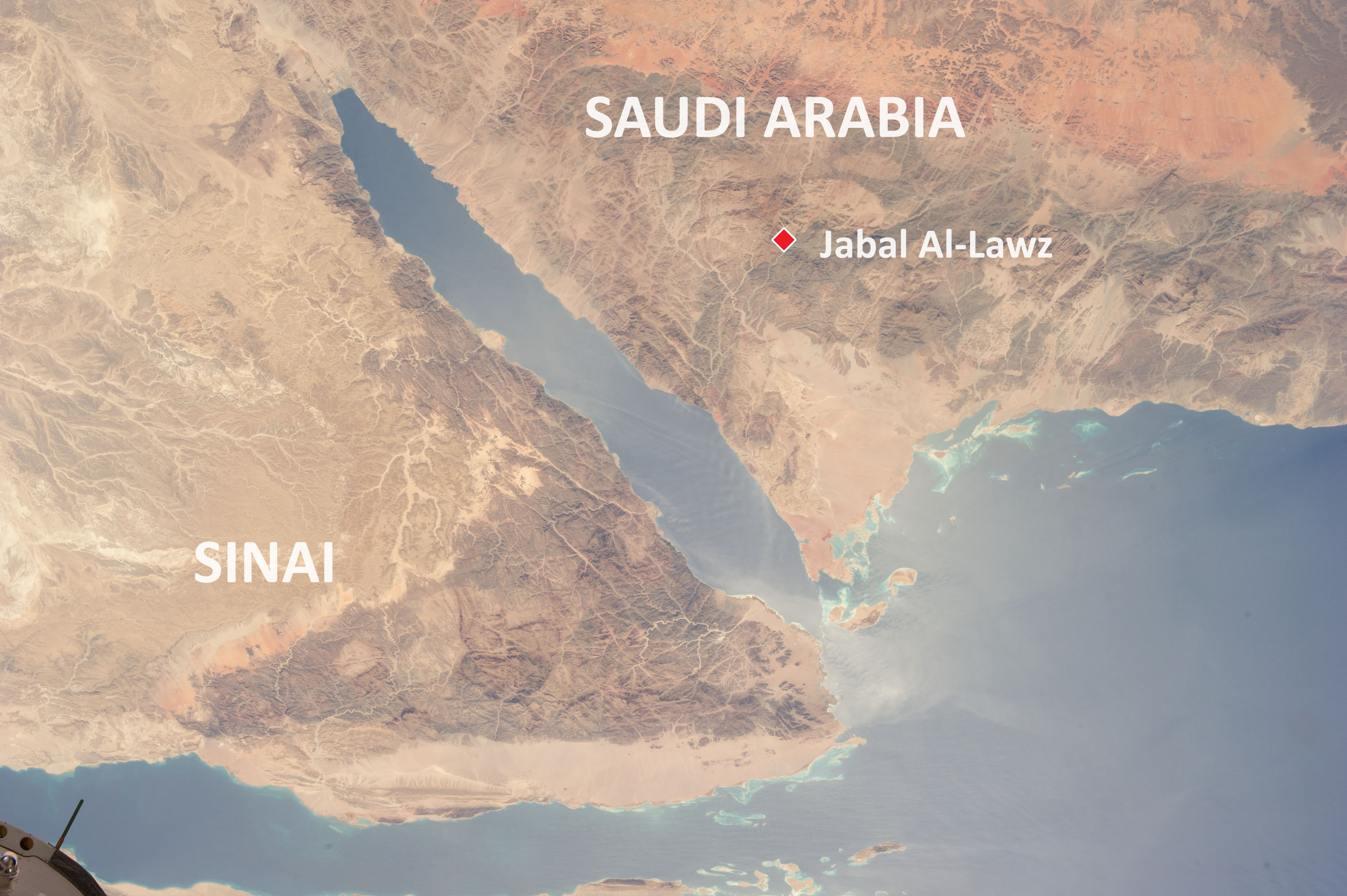
Localización de la montaña de Al-Lawz, en la reserva de Jabal Al-Lawz.

- Uadi Jawwah / Uadi Jazan, 131,48 km2
- Uadi Tayyah, 705 km2
- Uadi ‘Ilyab, 33,44 km2
- Jabal Uthrub / Al-Balas, 308,9 km2. Jabal en árabe significa montaña, así que sería montaña de Uthrub. En la cadena montañosa que sigue la costa del mar Rojo desde Yemen, en la llamada sierra de Asir, que tiene un ecosistema propio y alberga el Parque nacional de Asir.[46]
- Jabal al-Lawz, 490 km2. Montaña en el noroeste de Arabia Saudí, cerca de la frontera jordana, sobre el golfo de Áqaba, con 2580 m de altitud. Entre 1300 y 2200 m tiene un bosque relicto de sabina negral con un monte bajo de Achillea santolinoides (milenrama algodonosa),[47] Artemisia sieberi y Astracantha echinus subsp. arabica.[48]
- Ra’s Kishran / Jazirat Sharifah, 582 km2
- Uadi Laban Headwaters, 150 km2
- Uadi ‘Iya’ / Ballasmar, 473,5 km2
- Jabal Tukhfah, 147,3 km2. Monte en el centro del país.[49]

#### Reservas de uso restringido
- Uadi al-Hizmah / Uadi Tathlith, 4437 km2
- Khalij Salwa, 7802 km2.
- Ra’s Suwayhil / Ra’s al-Qasbah, 3705 km2. Ra's en un cabo en árabe, es decir que la reserva señala los cabos o promontorios sobre el mar de Suwayhil y al-Qasbah.[50]
- Al-Wajh Bank, 3858 km2, banco de arena en la costa del mar Rojo.
- Extensión a Jabal Shada, 76,21 km2. Es una prolongación al este de la Reserva de Jabal Shada al-A‘la.
- Al-Jandaliyah, 1189 km2
- Murtafa‘at Najran, 2242 km2
- Al-‘Uruq al-Mu‘taridah, 50.414 km2
- Hisma, 3699 km2